# ريتشارد لويس أورموند
ريتشارد لويس أورموند (بالإنجليزية: Richard Louis Ormond)‏ هو مؤرخ الفن بريطاني، ولد في 16 يناير 1939.